# (2002) Euler
(2002) Euler és un asteroide pertanyent al cinturó d'asteroides descobert el 29 d'Agost de 1973 per Tamara Mijáilnovna Smirnova a l'Observatori Astrofísic de Crimea, a Naúchni.

## Designació i nom
Euler es va designar originalment com a 1973 QQ1. Més endavant va ser renombrat en honor al matemàtic suís Leonhard Euler (1707-1783).

## Característiques orbitals
Orbita a una distància mitjana del Sol de 2,418 ua, podent acostar-se fins a 2,225 ua i allunyar-se fins a 2,584 ua. Té una excentricitat de 0,06874 i una inclinació orbital de 8,502 graus. Completa una òrbita al voltant del sol cada 1373 dies.

## Característiques físiques
La magnitud absoluta d'Euler és de 12,4. Té 17,44 km de diàmetre i triga 5,993 hores a completar una volta sobre el seu eix. El seu albedo s'estima en 0,839.